# Pseudocalotes dringi
Pseudocalotes dringi — вид ігуаноподібних ящірок родини агамових (Agamidae). Ендемік Малайзії. Вид названий на честь британського герпетолога Джуліана Дрінга.

## Поширення і екологія
Pseudocalotes dringi відомі з двох місцевостей, розташованих на Малайському півострові, — на горі Тахан в провінції Паханг та на горі Лавіт в провінції Тренгану. Вони живуть у вологих гірських тропічних лісах, в чагарникових заростях і невисокій рослинності. Зустрічаються на висоті понад 1500 м над рівнем моря. Відкладають яйця.